# Domingão com Huck
Domingão com Huck é um programa de auditório brasileiro produzido pela TV Globo e exibido nas tardes e noites de domingo desde 5 de setembro de 2021. Tem apresentação de Luciano Huck, sob redação final de Daniel Faria, direção geral de Clarissa Lopes e direção artística de Hélio Vargas.

## História

### Antecedentes
Em 25 de janeiro de 2021, foi noticiado que Fausto Silva, também conhecido como Faustão, encerraria sua carreira na TV Globo após 32 anos. Ele apresentava desde 1989 o programa de auditório Domingão do Faustão e recusou uma proposta da direção da emissora de criar uma nova atração para o mesmo às quintas-feiras.
Em 13 de junho de 2021, o programa pela primeira vez em sua história não foi comandado pelo apresentador titular, que submeteu-se ao tratamento de uma infecção urinária. Excepcionalmente, a atração foi apresentada por Tiago Leifert. No dia 16, em uma entrevista ao Conversa com Bial, do mesmo canal, Luciano Huck, apresentador do Caldeirão do Huck, anunciou que deixaria o comando deste e ocuparia a partir de 2022 o espaço que até então era de Faustão. Entretanto, no dia seguinte, a Globo comunicou a saída antecipada de Fausto, fazendo com que Leifert ficasse a frente do programa em definitivo.
Posteriormente, o nome Domingão do Faustão deixou de ser utilizado a partir desta data, marcando assim o fim da atração, substituída por um de seus quadros, o Super Dança dos Famosos, que foi elevado a programa próprio.

### Divulgação
A primeira chamada de expectativa para o já nomeado Domingão com Huck foi exibida em 17 de agosto de 2021 durante um intervalo comercial da TV Mirante, afiliada da Globo no estado do Maranhão, e logo depois pela TV Sergipe, também emissora da rede. A divulgação oficial pela rede veio no mesmo dia, durante o intervalo da reprise da novela Império. O canal comunicou que quadros do Domingão do Faustão, como o Show dos Famosos, e do Caldeirão do Huck, como o Quem Quer Ser um Milionário?, formariam a nova atração.

### Estreia
Prevista para começar às 18h05 de 5 de setembro de 2021, a estreia do Domingão com Huck foi adiada para as 18h40 devido à mudança na programação da TV Globo causada pelo cancelamento da partida entre as seleções brasileira e argentina de futebol, válida pelas Eliminatórias da Copa do Mundo FIFA de 2022, com transmissão da emissora, após ação da Agência Nacional de Vigilância Sanitária (ANVISA) por quatro jogadores da equipe visitante não terem cumprido quarentena obrigatória para atender a medidas de prevenção contra a COVID-19 em meio à pandemia provocada pela doença. Para cobrir o tempo de duração do jogo de forma emergencial, foi escalado o filme Círculo de Fogo na sessão Campeões de Bilheteria até o início do programa.

### Temporada 2022
O ano de 2022 começou com novidades no 'Domingão com Huck'. No dia 09 de janeiro, o programa teve a estreia do quadro 'Acredite Em Quem Quiser', versão brasileira do formato internacional 'To Tell The Truth'. Flávia Alessandra, Luís Miranda e padre Fábio de Melo compunham o júri fixo. Na brincadeira, a cada rodada era apresentada uma história inacreditável e três pessoas que afirmavam ter vivido a situação - mas apenas uma estava falando a verdade. A cada semana, uma celebridade era convidada a se juntar ao painel. No programa, o apresentador comandou também a estreia de uma nova temporada do 'The Wall'.
Quadro de sucesso do antigo Domingão do Faustão, o Dança dos Famosos estreou sua nova temporada dentro do Domingão com Huck no dia 27 de março de 2022. No júri fixo do quadro: Ana Botafogo, Carlinhos de Jesus e Zebrinha. Os participantes foram: Ana Furtado, Douglas Souza, Gil do Vigor, GKay, Jéssica Ellen, Jojo Todynho, Sérgio Menezes, Tierry, Vitória Strada, Vitão, Xande de Pilares e Zezé Polessa. A final aconteceu no dia 03 de julho, quando Luciano Huck comandou uma edição ao vivo do Domingão com Huck, apresentando a final da temporada da Dança dos Famosos. A atriz Vitória Strada foi a vencedora.
Durante a Copa do Mundo do Catar, que começou no dia 20 de novembro e terminou em 18 de dezembro, o 'Domingão com Huck' foi exibido ao vivo. Nesse período, além dos quadros 'Acredite Em Quem Quiser' e 'Quem Quer Ser um Milionário?', o programa contou com atrações musicais e reportagens especiais.

### Temporada 2023
No dia 8 de janeiro de 2023, o programa teve sua exibição suspensa devido à cobertura simultânea com a GloboNews das invasões das sedes dos três poderes.
Em 9 de outubro de 2023, a TV Globo anunciou que o programa teria duas partes, a partir da estreia da temporada 2024 da primeira divisão do Campeonato Brasileiro de Futebol, usando o mesmo esquema do Domingão do Faustão entre os anos de 2002 e 2010, com a primeira parte indo ao ar de 14h20 às 15h40, antecedendo o futebol, e a segunda parte continuaria no horário normal de 18h às 20h30. A medida foi anunciada como uma alternativa para reerguer os índices das tardes de domingo, uma vez que os formatos anteriormente apresentados ficavam constantemente em segundo lugar contra o Domingo Legal.

### Temporada 2024
Com o surgimento do primeiro bloco, o programa ganhou novos quadros como o Salvou? É Seu! (baseado no Millon Dollar Drop, que também originou o Um Milhão na Mesa). Além disso, a segunda metade da sétima temporada do The Wall passa a ser exibido na primeira faixa, enquanto que outros quadros como a Dança dos Famosos foram mantidos no segundo bloco, exibido após o futebol.
O programa teve três edições ao vivo, com mais cinco previstas até o final do ano, com a primeira indo ao ar no dia 12 de maio de 2024, mas apenas na faixa 1, sendo uma edição especial visando arrecadar doações para as famílias afetadas pelas enchentes no Rio Grande do Sul. A segunda edição foi ao ar no dia 26 de maio e teve o primeiro bloco apresentado direto do Estádio Jornalista Mário Filho, mais conhecido como Maracanã. O motivo foi a cobertura especial para o Futebol Solidário, que teve os valores dos ingressos revertidos em doações para os afetados pelas cheias gaúchas. O torneio teve as equipes divididas em dois times, com o primeiro se chamando Esperança, que foi representado por Fernando Prass, Cafu, Alline Calandrini, Lucy Ramos, Junior, Vampeta, Thiaguinho, Andrés D'Alessandro, Roger Flores, Nenê e Wesley Safadão, tendo Dorival Júnior como técnico, enquanto que o time União foi representado por Carlos Germano, Ludmilla, Fred Bruno, Juan, Tamires, Belo, Djalminha, Diego Ribas, Dejan Petković, Adriano Imperador, Ronaldinho Gaúcho e José Loreto, tendo Mano Menezes como técnico. Bárbara, Formiga, Ramon de Morais Motta, Ricardinho, Dodô, Denílson de Oliveira, Amaral, Renato Góes, Diego Souza, Sergio Guizé, Thiago Martins, Marco Luque, MC Poze do Rodo, Giovana Cordeiro, Juan Paiva e Bebeto foram os reservas à disposição do Esperança, enquanto que Érika, Filipe Luís, Alex Meschini, Kléberson, Elano, Marcello Melo Jr., MC Daniel, Matheus Fernandes, L7nnon, Dilsinho, Edílson Capetinha, Gabriel o Pensador, Xamã e Edílson foram os reservas do União.
A terceira edição ao vivo foi ao ar em 7 de julho e esteve totalmente voltada à final da vigésima primeira temporada da Dança dos Famosos, vencida por Tati Machado em um empate inédito com Amaury Lorenzo. O critério de desempate foi a maior nota do júri artístico. Além disso, o episódio marcou a oficialização com Eliana como a mais nova contratada da TV Globo.
A quarta edição ao vivo foi ao ar em 18 de agosto, sendo inteiramente dedicada ao apresentador Silvio Santos nas suas duas partes, adiando a estreia da terceira temporada do Batalha do Lip Sync para o domingo seguinte. Esse programa contou com a presença de Angélica, Larissa Manoela e Lívia Andrade na condição de ex-estrelas do SBT, relembrando seus melhores momentos com o comunicador.
A quinta edição ao vivo foi ao ar em 13 de outubro, também na primeira faixa, para repercutir o pré-jogo do Futebol da Esperança, nos mesmos moldes do Futebol Solidário, sendo apresentado diretamente da Neo Química Arena, fazendo parte da programação especial do Criança Esperança, encerrando também o tradicional mesão. A sexta edição foi ao ar no dia 27 do mesmo mês, mas cobrindo o início da apuração do segundo turno das eleições municipais. A sétima edição foi ao ar em 15 de dezembro para a divulgação dos ganhadores do Melhores do Ano.

### Temporada 2025
Manteve os mesmos moldes da anterior, sendo dividida em duas partes a partir do dia 6 de abril de 2025. A novidade nessa fase foi a estreia do quadro Três Minutos Para Brilhar.

## Recepção

### Audiência
Segundo dados do Kantar IBOPE Media, a estreia do programa registrou média de 18,4 pontos e share (porcentagem de televisores ligados) de 32,7% na Região Metropolitana de São Paulo, não superando os índices do Domingão do Faustão. Sendo que cada ponto equivale a 76.577 telespectadores, mais de 1,4 milhão acompanharam a atração.
Com as homenagens a cantora Marília Mendonça no dia 7 de novembro de 2021, o programa obteve a sua maior média até o momento com 19,1 pontos e share de 32,7%.
No dia 5 de junho de 2022, bate seu novo recorde com 19,7 pontos com a reportagem da visita de Luciano Huck ao Pantanal, como parte da divulgação da novela com o mesmo nome, que até aquele momento se transformava no maior sucesso da Globo desde Amor de Mãe.
Em 24 de setembro de 2023, impulsionada pela cobertura do jogo de volta da final da Copa do Brasil de Futebol de 2023, que deu o título inédito da competição ao São Paulo Futebol Clube, o programa bate mais um recorde com 20,1 pontos, exibindo também a participação de Ana Maria Braga e Gil do Vigor no quadro Batalha do Lip Sync.

### Críticas
O programa chegou a ser elogiado pelo público em sua estreia, porém sofreu críticas negativas pelos erros ocorridos durante sua exibição, justificados pela mudança repentina na grade da TV Globo. O quadro de assistencialismo da atração foi comparado a uma propaganda eleitoral, em referência à possível candidatura de Luciano Huck à presidência do Brasil em 2022, o que não foi adiante. Alguns críticos lembraram que o programa ainda segue o formato da última fase do extinto Caldeirão do Huck por conta dos quadros veiculados, além de haver comparações ao Caldeirão com Mion, que passou a ser apresentado por Marcos Mion e teve boa avaliação do público.
Durante o programa do dia 7 de novembro de 2021, que foi totalmente dedicado a cantora Marília Mendonça, vítima de um acidente aéreo, Luciano Huck comentou sobre a participação de Marília e da dupla Maiara & Maraísa, que compuseram o exitoso projeto As Patroas. Durante o comentário, Luciano soltou a seguinte frase:
Três semanas que eu estava com as três no palco. Na verdade, era só metade das três no palco, porque elas estavam as três magrinhas
Ao soltar o comentário, foi visível ver o constrangimento dos convidados e o próprio apresentador até mudou o tom ao perceber a reação. Tal fato repercutiu negativamente nas redes sociais. Em outro momento, Huck também relembrava o acidente aéreo que sofreu em 2015, junto com a esposa Angélica e seus filhos, onde todos saíram ilesos, sendo também acusado de egocentrismo por uma parcela do público. Além disso, a cantora Naiara Azevedo que esteve presente no programa, também foi alvo de críticas por conta de sua alegria nesse dia e por falar demais. No entanto, também foi defendida por uma boa parcela do público, chamando os críticos de fiscais de luto. A artista se defendeu ao vivo alegando que chorou demais durante o velório e que no momento estava representando a alegria que a Marília trazia ao público durante o dia-a-dia.
Uma semana depois, no dia 14 de novembro, enquanto era exibida uma entrevista com Seu Jorge e Alexandre Pires, Luciano Huck prestou esclarecimentos sobre o polêmico comentário:
"Quando fiz o comentário me arrependi no mesmo minuto. O mundo está melhorando tanto, superando questões importantes... tem assunto que a gente não deve falar mais."
"Não temos mais que falar de estética. Cada um tem que ser feliz do jeito que é."
E completou:
"Então, peço desculpas por ter feito um comentário sobre isso. Não farei mais".
No dia 9 de janeiro de 2022, durante a estreia do quadro Acredite em Quem Quiser, um dos participantes disse que teria pescado um tambaqui de 37 quilos, sendo que na verdade o pescador é produtor de conteúdo na internet e em seguida se emocionou com a oportunidade de participar do programa, além de responder uma pergunta feita pela atriz Flávia Alessandra sobre o tempo que realiza a atividade, onde acabou ficando tocado. Tal acontecimento teve repercussão negativa nas redes sociais, além de ter virado piada, já que o apresentador é conhecido por um meme pelo fato de supostamente expor pessoas pobres em desafios durante alguns quadros desde a era do Caldeirão do Huck.
Em 4 de dezembro de 2022, o programa novamente foi alvo de polêmicas, agora durante a exibição do quadro Quem Quer Ser um Milionário?. Em uma das perguntas do quadro, foi colocado em evidência a frase em que George Floyd dizia enquanto era asfixiado por um policial branco, o que motivaram os Protestos antirracistas nos Estados Unidos em 2020 e pelo mundo todo. A leitura da questão gerou uma repercussão negativa nas redes sociais, além de debates entre profissionais ligados ao movimento negro. Luciano Huck justificou que não tem acesso as perguntas do formato, apenas leu o contexto oferecido pela produção e em seguida lamentou o ocorrido no twitter e durante o início do programa no domingo posterior (11 de dezembro).
Em 30 de setembro de 2024, o "Familhão", um quadro que realizava um sorteio mensal de R$ 1 milhão, recebeu mais de 3 mil reclamações de consumidores no site Reclame Aqui. Para concorrer ao prêmio, era preciso fazer parte do programa de benefícios, comprando um crédito de R$ 20, que dava direito a um número para o sorteio. As queixas incluíram dificuldade no cancelamento da assinatura e problemas com a cobrança.

## Elenco
Dança dos Famosos
| Nome               | Função                        | Ano           |
| ------------------ | ----------------------------- | ------------- |
| Ana Botafogo       | Jurada da 'Dança dos Famosos' | 2022–presente |
| Carlinhos de Jesus | Jurado da 'Dança dos Famosos' | 2022–presente |
| Zebrinha           | Jurado da 'Dança dos Famosos' | 2022–presente |

Show dos Famosos
| Nome         | Função                       | Ano  |
| ------------ | ---------------------------- | ---- |
| Boninho      | Jurado do 'Show dos Famosos' | 2021 |
| Preta Gil    | Jurada do 'Show dos Famosos' | 2021 |
| Cláudia Raia | Jurada do 'Show dos Famosos' | 2021 |

| Pessoa                 | Função                                      | Período        |
| ---------------------- | ------------------------------------------- | -------------- |
| Letticia Munniz        | Merchandete                                 | 2021–presente  |
| Flávia Alessandra      | Jurada do 'Acredite Em Quem Quiser'         | 2022           |
| Luís Miranda           | Jurado do 'Acredite Em Quem Quiser'         | 2022           |
| João Vicente de Castro | Jurado do 'Acredite Em Quem Quiser'         | 2022           |
| Padre Fábio de Melo    | Jurado do 'Acredite Em Quem Quiser'         | 2022–2024      |
| Lívia Andrade          | Jurada e Comentarista                       | 2022–presente  |
| Dea Lucia Amaral       | Jurada e Comentarista                       | 2022–presente  |
| Rafael Portugal        | Cantor, Jurado e Comentarista               | 2022–presente  |
| Pedrinho do Cavaco     | Cantor                                      | 2022–presente  |
| Hosana Silva           | Merchandete                                 | 2021–presente  |
| Dany Bananinha         | Assistente de Palco                         | 2021–presente  |
| Diogo Defante          | Jurado e Comentarista                       | 2023–2024      |
| Preto Zezé             | Comentarista                                | 2024–presente  |
| Ed Gama                | Jurado e Comentarista                       | 2024–presente  |
| Milton Cunha           | Comentarista do 'Tres Minutos para Brilhar' | 2025 –presente |